# 奧迪韋拉什 (里斯本區)
38°47′25″N 9°10′47″W / 38.79028°N 9.17972°W

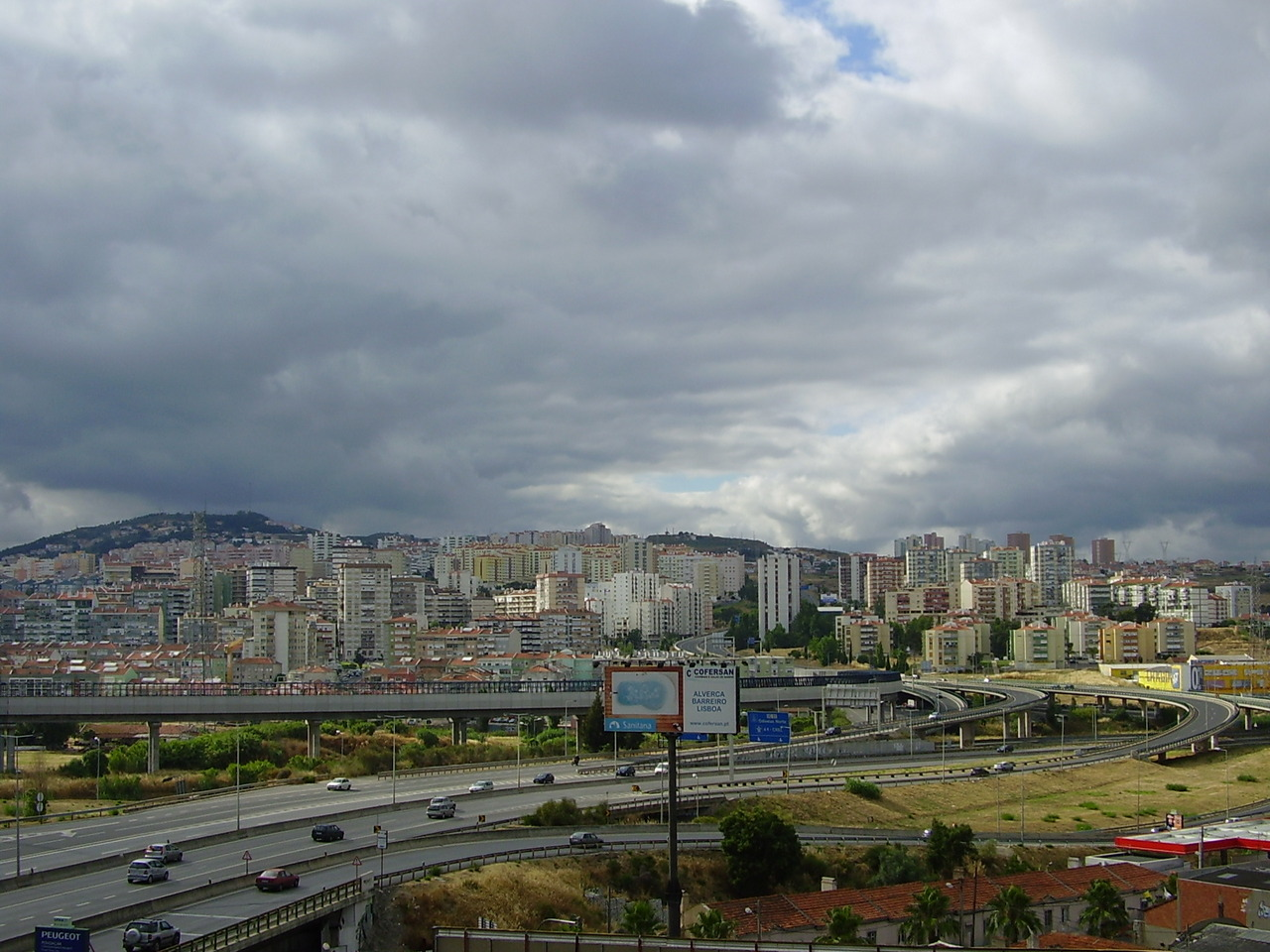

奧迪韋拉什（葡萄牙語：Odivelas），是葡萄牙的城鎮，位於該國中南部，由里斯本區負責管轄，始建於1998年11月19日，面積26.54平方公里，2011年人口144,549，人口密度每平方公里5,446.46人。